# Maxim Chané
Maxim Chané (1996) es un deportista francés que compite en triatlón.
Ganó una medalla de bronce en el Campeonato Europeo de Triatlón Campo a Través de 2021, y una medalla de bronce en el Campeonato Europeo de Xterra Triatlón de 2021.

## Palmarés internacional
| Campeonato Europeo | Campeonato Europeo | Campeonato Europeo | Campeonato Europeo |
| Año                | Lugar              | Medalla            | Prueba             |
| ------------------ | ------------------ | ------------------ | ------------------ |
| 2021               | Molveno (Italia)   | Medalla de bronce  | Individual         |

| Campeonato Europeo | Campeonato Europeo | Campeonato Europeo | Campeonato Europeo |
| Año                | Lugar              | Medalla            | Prueba             |
| ------------------ | ------------------ | ------------------ | ------------------ |
| 2021               | Trento (Italia)    | Medalla de bronce  | Individual         |